# Кокозек (Байзацький район)
Кокозе́к (каз. Көкөзек) — село у складі Байзацького району Жамбильської області Казахстану. Входить до складу Суханбаєвського сільського округу.
Населення — 699 осіб (2021; 774 у 2009, 839 у 1999, 742 у 1989).